# طواف إيطاليا
طواف إيطاليا (بالإيطالية: Giro d'Italia)‏ هو سباق دراجات هوائية يقام في إيطاليا بشكل سنوي وهو أحد الطوافات الكبرى. انطلق السباق لأول مرة في سنة 1909. يعدّ كل من الدراج الإيطالي ألفريدو بيندا والإيطالي الآخر فاوسطو كوبي والبلجيكي إيدي ميركس الأكثر فوزا به. كان الهدف من تنظيم السباق في سنة 1909 هو زيادة مبيعات صحيفة لاغازيتا ديلو سبورت الإيطالية. لكنه حاليا يدار عن طريق شركة أر سي إس سبورت الإيطالية المتخصصة في الإعلام والرياضة. أقيم السباق منذ انطلاقه كل سنة ما عدا في فترة الحرب العالمية الأولى وفترة الحرب العالمية الثانية.

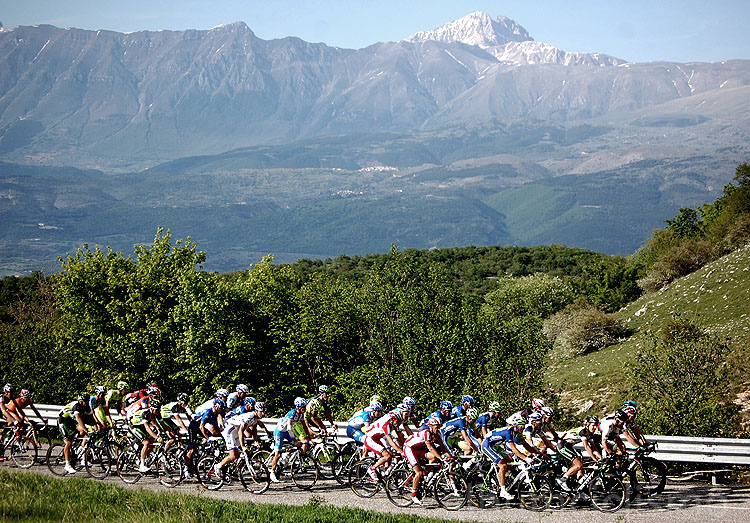
لقطة من سباق سنة 2012.

## التاريخ
تم اقتراح فكرة عقد سباق دراجات يتم التنقل فيه حول إيطاليا لأول مرة عندما أرسل محرر صحيفة لاجازيتا ديلو سبورت برقية إلى كل من مالك الصحيفة، ايميليو كوستامجنا، ومحرر قسم الدراجات، ارماندو كونيي، مشيرًا إلى الحاجة إلى سباق دراجات عبر إيطالية
في الوقت الذي كانت فيه صحيفة كورييري ديلا سيرا منافسة لا جازيتا ، تخطط لتنظيم سباق دراجات خاص بها، بعد النجاح الذي حققته في سباق السيارات. قررت لاجازيتا عقد سباقهم قبل أن تتمكن كورييري ديلا سيرا من تنظيم السباق، لكن لاجازيتا كانت تفتقر إلى المال رغم النجاح الذي حققته في إنشاء طواف لومبارديا وطواف ميلان-سانريمو، قرر المالك كوستامجنا، المضي قدمًا في هذه الفكرة. وتم الإعلان عن سباق الدراجات في 7 أغسطس 1908 في الصفحة الأولى من إصدار ذلك اليوم من لاجازيتا ديلو سبورت . وكان من المقرر أن يقام السباق في مايو من عام 1909. كانت فكرة السباق مستوحاة من سباق فرنسا للدراجات والنجاح الذي حققه مجلة ليكييب الفرنسية منه. 
ونظرًا لأن المنظمين كانوا يفتقرون إلى الأموال، فقد احتاجوا 25000 ليرة لإجراء السباق، استشاروا بريمو بونغراني، المحاسب في بنك كاسا دي ريسبارميو وصديق المنظمين الثلاثة. شرع بونغراني في التجول في أنحاء إيطاليا طالبًا تبرعات للمساعدة في عقد السباق. كانت جهود بونغراني ناجحة إلى حد كبير، فقد اشترى ما يكفي من المال لتغطية تكاليف التشغيل. الأموال التي كان من المقرر منحها كجوائز جاءت من كازينو في سان ريمو بعد أن شجع فرانشيسكو سغيرلا، موظف سابق في لاجازيتا، الكازينو على المساهمة في السباق. حتى كورييري ، منافسة لا جازيتا ، أعطت 3000 ليرة لصندوق السباق. 
في 13 مايو 1909 ، الساعة 02:53 صباحًا، بدأ 127 راكبًا أول جيرو ديتاليا ( طواف ايطالية ) في لوريتو بليس في ميلانو. تم تقسيم السباق إلى ثماني مراحل تغطي 2448 كم (1521 ميل). انهي السباق ما مجموعه 49 متسابقًا، وفاز الإيطالي لويجي جانا. فاز جانا بثلاث مراحل فردية والتصنيف العام. وحصل جانا علي 5325 ليرة كجائزة للسباق، فيما تلقى آخر متسابق في التصنيف العام 300 ليرة. حصل رئيس السباق على 150 ليرة فقط شهريًا، أي أقل بـ 150 ليرة من صاحب المركز الأخير في السباق . 
أول طواف فاز به لويجي جانا ، بينما فاز كارلو جاليتي بالطواف الثاني والثالث . في عام 1912 ، لم يكن هناك تصنيف فردي، ولكن كان هناك تصنيف للفرق فقط، والذي فاز به فريق أتالا. طواف عامل 1912 هي المرة الوحيدة التي لم يكن فيها تصنيف فردي للمسابقة. من عام 1914 فصاعدًا، تم تغيير تنسيق التسجيل من نظام قائم على النقاط إلى نظام قائم على الوقت، حيث يفوز راكب الدراجة الذي حصل على أقل وقت في المجموع في نهاية السباق. تم تعليق طواف إيطاليا لمدة أربع سنوات من عام 1915 إلى عام 1918 ، بسبب الحرب العالمية الأولى. كان كوستانتي جيراردينغو هو الفائز بأول طواف بعد الحرب عام 1919. 
المتسابق المهيمن في عشرينيات القرن الماضي كان ألفريدو بيندا ، الذي فاز بأول سباق له في عام 1925 وتبع ذلك بفوز آخر في عام 1927 ، حيث فاز في 12 مرحلة من أصل 15 مرحلة. جاء النصر في عام 1929 بفضل فوزه بثمانية مراحل متتالية . وفي ذروة هيمنته في عام 1930 ، تم استدعاء بيندا إلى مكتب رئيس صحيفة لاجازيتا ديلو سبورت وتم اتهامه بإفساد السباق وعرضت عليه الصحيفة 22 ألف ليرة ليكون أقل هيمنة علي السباق، وهو ما رفضه. فاز بيندا بخمسة طوافات قبل أن ينتزع مكانته جينو بارتالي الملقب بـ «الرجل الحديدي التوسكاني» لقدرته على التحمل ويصبح الدراج المهيمن علي السباق، فاز بارتالي بطوافين خلال الثلاثينيات، في 1936 و 1937. وتم هز هيمنة بارتالي في عام 1940 عندما هزم من قبل زميله فاوستو كوبي البالغ من العمر 20 عامًا. ، وكان هذا آخر سباق قبل الحرب العالمية الثانية .
احتدم التنافس بين بارتالي وكوبي بعد الحرب. فاز بارتالي بآخر سباق له في عام 1946 ، وفاز كوبي بالثاني في العام التالي. وفاز كوبي بثلاث طوافات أخرى وفي عام 1952 أصبح أول دراج يفوز بسباق فرنسا للدراجات وطواف ايطالية في نفس العام. أصبح السويسري هوغو كوبلت أول شخص غير إيطالي يفوز بالسباق في عام 1950. لم يهيمن أحد على الجولة خلال الخمسينيات من القرن الماضي، فاز كل من كوبي وتشارلي جول و فيورينزو ماجني بطوافين خلال العقد. كانت الستينيات متشابهة، حيث فاز جاك أنتيل الفائز بخمس مرات بسباق فرنسا للدراجات عامي 1960 و 1964 ، بينما فاز فرانكو بالاميون بطوافين متتاليين في عامي 1962 و 1963.
كان البلجيكي إيدي ميركس هو الشخصية المهيمنة خلال السبعينيات. جاء فوزه الأول عام 1968 ؛ انتصار آخر في عام 1970 تلاه ثلاثة انتصارات متتالية من عام 1972 إلى عام 1974 ، وهو الرقم القياسي لأكبر انتصارات متتالية في طواف ايطالية . كان ميركس يرتدي أيضًا زي الماجليا روس ( وهو الزي الذي يرتديه الفائز بالتصنيف العام ) في أواخر إصدار عام 1969 عندما اتُهم بتعاطي المنشطات في واحدة من أكثر الفضائح إثارة للجدل في تاريخ السباق . رفع الاتحاد الدولي للدراجات تعليقه على الفور ولم يُسمح لميركس ببدء المرحلة 17 وتفوق فيليس جيموندي في أدائه على جميع الدراجين المتبقين ليحقق النصر. 
لسوء الحظ، توفي متسابق في عام 1976 في حادث في وقت مبكر من السباق أذهل الدراجين والمشجعين ومسؤولي السباق على حد سواء. وفي سباق اخر وبحلول الأسبوع الثالث، بدا الأمر كما لو أن المتسابق البلجيكي يوهان دي موينك سيحقق النصر، لكن ما حدث هو ان تيفوسي جيموندي خاض تجربة فردية نهائية قوية للغاية وفاز في الطواف الثالث بهامش صغير جدًا بطريقة مذهلة إلى حد ما حيث كان تقدم بالعمر ولم يكن من المرشحين للفوز بالسباق. فاز البلجيكيان ميشيل بولينتير ويوهان دي موينك بطوافين لاحقين في عامي 1977 و 1978. في عام 1980 ، أصبح الفرنسي برنارد هينو أول فائز فرنسي منذ أنكيتيل في عام 1964. وفاز بطوافين آخرين في عامي 1982 و 1985. 
أصبح الأمريكي أندرو هامبستن أول فائز غير أوروبي في عام 1988 ، وأول فائز من أمريكا الجنوبية كان نايرو كوينتانا من كولومبيا في عام 2014. وفاز الإسباني ميغيل إندوراين ، الفائز بخمس جولات، بطوافين على التوالي في عامي 1991 و 1992. وفاز إيفان جوتي في عام 1997 وعام 1999 بينما فاز ماركو بانتاني بالسباق في عام 1998 ، وهو العام الذي أكمل فيه ثنائية الجولة والطواف . كان جيلبرتو سيموني هو الفائز في عامي 2001 و 2003 ، وفاز باولو سافولديلي عامي 2002 و 2005. وكان الفائزون الآخرون هذا القرن إيفان باسو (2006 و 2010) والإسباني ألبرتو كونتادور في عامي 2008 و 2015 وفينشنزو نيبالي في عامي 2013 و 2016. وفاز بطبعة 2011 ، وهو السباق الذي تعرض خلاله فوتر ويلاندت لحادث قاتل في المرحلة الثالثة، ولكن تم تجريده لاحقًا من اللقب بعد إدانته بتناول المنشطات في جولة فرنسا 2010 أصبح توم دومولين أول متسابق هولندي يفوز بجيرو وفي عام 2019 أصبح ريتشارد كاراباز من الإكوادور أول متسابق من بلاده يفوز بها.
وفي عام 2020 ، أجبر جائحة COVID-19 على تأجيل السباق إلى أكتوبر، وهي المرة الوحيدة في تاريخ السباق التي لم يتم فيها السباق في مايو أو يونيو.

## الفائزون
| السنة | الفائز              | الثاني                 | الثالث                       |
| ----- | ------------------- | ---------------------- | ---------------------------- |
| 1909  | لويجي جانا          | Carlo Galetti ‏         | Giovanni Rossignoli ‏         |
| 1910  | Carlo Galetti ‏      | Eberardo Pavesi ‏       | لويجي جانا                   |
| 1911  | Carlo Galetti ‏      | Giovanni Rossignoli ‏   | Giovanni Gerbi ‏              |
| 1912  | Atala-Dunlop        | Peugeot-Wolber         | Gerbi                        |
| 1913  | Carlo Oriani ‏       | Eberardo Pavesi ‏       | Giuseppe Azzini ‏             |
| 1914  | ألفونسو كالزولارى   | Pierino Albini ‏        | Luigi Lucotti ‏               |
| 1919  | كوستانتي جيراردينجو | غايتانو بيلوني         | مارسيل بويس                  |
| 1920  | غايتانو بيلوني      | Angelo Gremo ‏          | Jean Alavoine ‏               |
| 1921  | جيوفاني برونيرو     | غايتانو بيلوني         | بارتولوميو ايمو              |
| 1922  | جيوفاني برونيرو     | بارتولوميو ايمو        | جوزيبي إنريسي                |
| 1923  | كوستانتي جيراردينجو | جيوفاني برونيرو        | بارتولوميو ايمو              |
| 1924  | جوزيبي إنريسي       | فيديريكو غاي           | Angiolo Gabrielli ‏           |
| 1925  | ألفريدو بيندا       | كوستانتي جيراردينجو    | جيوفاني برونيرو              |
| 1926  | جيوفاني برونيرو     | ألفريدو بيندا          | Arturo Bresciani ‏            |
| 1927  | ألفريدو بيندا       | جيوفاني برونيرو        | Antonio Negrini ‏             |
| 1928  | ألفريدو بيندا       | Giuseppe Pancera ‏      | بارتولوميو ايمو              |
| 1929  | ألفريدو بيندا       | Domenico Piemontesi ‏   | Leonida Frascarelli ‏         |
| 1930  | لويجي ماركيزيو      | Luigi Giacobbe ‏        | أليجرو غراندي                |
| 1931  | فرانشيسكو كاموسو    | Luigi Giacobbe ‏        | لويجي ماركيزيو               |
| 1932  | أنطونيو بسنتي       | Jef Demuysere ‏         | ريمو برتوني                  |
| 1933  | ألفريدو بيندا       | Jef Demuysere ‏         | Domenico Piemontesi ‏         |
| 1934  | لياركو غيرا         | فرانشيسكو كاموسو       | Giovanni Cazzulani ‏          |
| 1935  | فاسكو بيرجاماشي     | Giuseppe Martano ‏      | جوزيبي أولمو                 |
| 1936  | جينو بارتلي         | جوزيبي أولمو           | Severino Canavesi ‏           |
| 1937  | جينو بارتلي         | جيوفاني فالتي          | Enrico Mollo ‏                |
| 1938  | جيوفاني فالتي       | Ezio Cecchi ‏           | Severino Canavesi ‏           |
| 1939  | جيوفاني فالتي       | جينو بارتلي            | Mario Vicini ‏                |
| 1940  | فاوسطو كوبي         | Enrico Mollo ‏          | Giordano Cottur ‏             |
| 1946  | جينو بارتلي         | فاوسطو كوبي            | Vito Ortelli ‏                |
| 1947  | فاوسطو كوبي         | جينو بارتلي            | Giulio Bresci ‏               |
| 1948  | فيورنزو ماغني       | Ezio Cecchi ‏           | Giordano Cottur ‏             |
| 1949  | فاوسطو كوبي         | جينو بارتلي            | Giordano Cottur ‏             |
| 1950  | هوغو كوبلت          | جينو بارتلي            | ألفريدو مارتيني              |
| 1951  | فيورنزو ماغني       | ريك فان ستينبرجين      | فرديناند كوبلر               |
| 1952  | فاوسطو كوبي         | فيورنزو ماغني          | فرديناند كوبلر               |
| 1953  | فاوسطو كوبي         | هوغو كوبلت             | باسكوالي فورنارا             |
| 1954  | كارلو كليريسي       | هوغو كوبلت             | Nino Assirelli ‏              |
| 1955  | فيورنزو ماغني       | فاوسطو كوبي            | غاستوني نينسيني              |
| 1956  | شارلي جاول          | فيورنزو ماغني          | Agostino Coletto ‏            |
| 1957  | غاستوني نينسيني     | ليسون بوبيت            | إركولي بالديني               |
| 1958  | إركولي بالديني      | Jean Brankart ‏         | شارلي جاول                   |
| 1959  | شارلي جاول          | جاك أنكيتيل            | Diego Ronchini ‏              |
| 1960  | جاك أنكيتيل         | غاستوني نينسيني        | شارلي جاول                   |
| 1961  | أرنالدو بامبيانكو   | جاك أنكيتيل            | أنطونيو سواريث               |
| 1962  | فرانكو بالماميون    | Imerio Massignan ‏      | Nino Defilippis ‏             |
| 1963  | فرانكو بالماميون    | فيتوريو أدورني         | Giorgio Zancanaro (cyclist) ‏ |
| 1964  | جاك أنكيتيل         | إيتالو زيليولي         | Guido De Rosso ‏              |
| 1965  | فيتوريو أدورني      | إيتالو زيليولي         | فيليتشي جيموندي              |
| 1966  | جياني موتا          | إيتالو زيليولي         | جاك أنكيتيل                  |
| 1967  | فيليتشي جيموندي     | فرانكو بالماميون       | جاك أنكيتيل                  |
| 1968  | إيدي ميركس          | فيتوريو أدورني         | فيليتشي جيموندي              |
| 1969  | فيليتشي جيموندي     | Claudio Michelotto ‏    | إيتالو زيليولي               |
| 1970  | إيدي ميركس          | فيليتشي جيموندي        | Martin Van Den Bossche ‏      |
| 1971  | غوستا بيترسون       | هيرمان فان سبرينجيل    | أوغو كولومبو                 |
| 1972  | إيدي ميركس          | خوسي مانويل فوينتي     | Francisco Galdós ‏            |
| 1973  | إيدي ميركس          | فيليتشي جيموندي        | جيوفاني باتاغلين             |
| 1974  | إيدي ميركس          | جيانباتيستا بارونتشيلي | فيليتشي جيموندي              |
| 1975  | Fausto Bertoglio ‏   | Francisco Galdós ‏      | فيليتشي جيموندي              |
| 1976  | فيليتشي جيموندي     | وهان دي موينك          | Fausto Bertoglio ‏            |
| 1977  | ميشال بولنتير       | فرانشيسكو موزر         | جيانباتيستا بارونتشيلي       |
| 1978  | وهان دي موينك       | جيانباتيستا بارونتشيلي | فرانشيسكو موزر               |
| 1979  | جوزيبي ساروني       | فرانشيسكو موزر         | برنت يوهانسون                |
| 1980  | بيرنار إينو         | Wladimiro Panizza ‏     | جيوفاني باتاغلين             |
| 1981  | جيوفاني باتاغلين    | Tommy Prim ‏            | جوزيبي ساروني                |
| 1982  | بيرنار إينو         | Tommy Prim ‏            | Silvano Contini ‏             |
| 1984  | فرانشيسكو موزر      | لوران فنون             | مورينو أرجنتين               |
| 1985  | بيرنار إينو         | فرانشيسكو موزر         | جريج لوموند                  |
| 1986  | روبرتو فيسينتيني    | جوزيبي ساروني          | فرانشيسكو موزر               |
| 1987  | ستيفن روش           | Robert Millar          | Erik Breukink ‏               |
| 1988  | أندي هامبستن        | Erik Breukink ‏         | أورس زيمرمان                 |
| 1989  | لوران فنون          | Flavio Giupponi ‏       | أندي هامبستن                 |
| 1990  | جياني بونيو         | شارلي موتيت            | ماركو جيوفانيتي              |
| 1991  | فرانكو تشيوكسيولي   | كلاوديو تشيابوتشي      | Massimiliano Lelli ‏          |
| 1992  | ميغيل إندوراين      | كلاوديو تشيابوتشي      | فرانكو تشيوكسيولي            |
| 1993  | ميغيل إندوراين      | بيوتر أوجروموف         | كلاوديو تشيابوتشي            |
| 1994  | يفغيني برزين        | ماركو بانتاني          | ميغيل إندوراين               |
| 1995  | طوني رومينغر        | يفغيني برزين           | بيوتر أوجروموف               |
| 1996  | بافل تونكوف         | Enrico Zaina ‏          | أبراهام أولانو               |
| 1997  | إيفان غوتي          | بافل تونكوف            | جوزيبي جويريني               |
| 1998  | ماركو بانتاني       | بافل تونكوف            | جوزيبي جويريني               |
| 1999  | إيفان غوتي          | باولو سافولديلي        | جيلبرتو سيموني               |
| 2000  | ستيفانو جارزيلي     | فرانشيسكو كاساجراندي   | جيلبرتو سيموني               |
| 2001  | جيلبرتو سيموني      | أبراهام أولانو         | Unai Osa ‏                    |
| 2002  | باولو سافولديلي     | تايلر هاميلتون         | بيترو كوكتشيولي              |
| 2003  | جيلبرتو سيموني      | ستيفانو جارزيلي        | ياروسلاف بوبوفيتش            |
| 2004  | داميانو كيونقو      | سيرهي هونتشار          | جيلبرتو سيموني               |
| 2005  | باولو سافولديلي     | جيلبرتو سيموني         | José Rujano ‏                 |
| 2006  | إيفان باسو          | خوسيه إنريكي غوتيريز   | جيلبرتو سيموني               |
| 2007  | دانيلو دي لوكا      | أندي شليك              | إيدي مازوليني                |
| 2008  | ألبيرتو كونتادور    | ريكاردو ريكو           | مارزيو بروسيجين              |
| 2009  | دينيس مينتشوف       | كارلوس ساستري          | إيفان باسو                   |
| 2010  | إيفان باسو          | ديفيد أرويو            | فينتشينزو نيبالي             |
| 2011  | ميشيل سكاربوني      | فينتشينزو نيبالي       | جون جادريت                   |
| 2012  | رايدر هيسجيدال      | خواكيم رودريغيث        | توماس دي جيندت               |
| 2013  | فينتشينزو نيبالي    | ريغوبيرتو أوران        | كاديل إفانز                  |
| 2014  | نيرو كوينتانا       | ريغوبيرتو أوران        | فابيو آرو                    |
| 2015  | ألبيرتو كونتادور    | فابيو آرو              | مايكل اندا                   |
| 2016  | فينتشينزو نيبالي    | استيبان تشافيس         | أليخاندرو بالبيردي           |
| 2017  | توم دومولين         | نيرو كوينتانا          | فينتشينزو نيبالي             |
| 2018  | كريس فروم           | توم دومولين            | ميغل أنغل لوبز               |
| 2019  |                     |                        |                              |